# Bộ Thiến thảo

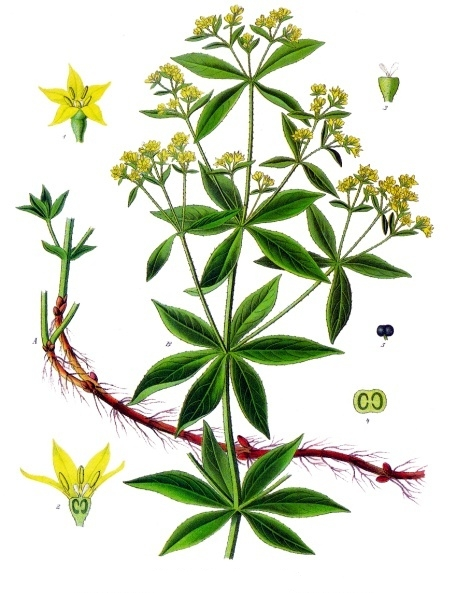
Rubia tinctorum

Bộ Thiến thảo (Rubiales) là một bộ thực vật có hoa từng được công nhận theo hệ thống Cronquist, bao gồm họ Thiến thảo và Theligonaceae. Hệ thống APG (2016) mới nhất không công nhận bộ này và xếp các họ nói trên vào bộ Long đởm.